# Piłka Siatkowa AZS UWM
Il Piłka Siatkowa AZS UWM è una società pallavolistica maschile polacca con sede a Olsztyn: milita nel campionato polacco di Polska Liga Siatkówki.

## Storia
Il Klub Sportowy Akademickiego Związku Sportowego Uniwersytetu Warmińsko-Mazurskiego w Olsztynie viene fondato nel 1950 all'interno della omonima società polisportiva. Le attività del club iniziano nella stagione 1964-65, in cui arriva subito la promozione dalla serie cadetta alla massima serie, detta allora I liga seria A. Seguono una retrocessione ed una nuova promozione nelle due stagioni successive. All'inizio degli anni settanta invece il club vince tre volte di fila la Coppa di Polonia, prima di vincere il primo scudetto nel 1973; seguono altri due titoli nazionali nel 1976 e nel 1978, anno in cui i bianco-verdi disputano la prima finale europea della loro storia, perdendo la Coppa delle Coppe contro i cecoslovacchi dell'Volejbalový Klub Odolena Voda.
Nel corso degli anni ottanta arrivano altri due successi in Coppa di Polonia, rispettivamente nel 1982 e nel 1989; è tuttavia nei primi anni novanta che il club attraversa il periodo di massimo splendore della propria storia, aggiudicandosi scudetto e coppa nazionale nelle stagioni 1990-91 e 1991-92. Segue poi un periodo di crisi, caratterizzato da due retrocessioni consecutive ed una alternanza di risultati, che portano il club a retrocedere ed essere nuovamente promosso in diverse occasioni, fino a quando nel 1999 rientra nella massima serie; pur non vincendo alcun titolo, ottiene diversi piazzamenti come secondi e terzi posti.
Nel 2005 il club diventa una società per azione indipendente rispetto alla polisportiva, con la nuova denominazione di Piłka Siatkowa AZS UWM.

## Rosa 2019-2020
| N° | Nome              | Ruolo | Data di nascita   | Nazionalità sportiva |
| -- | ----------------- | ----- | ----------------- | -------------------- |
| 1  | Tomasz Kowalski   | P     | 12 giugno 1991    | Polonia              |
| 2  | Jan Hadrava       | O     | 3 giugno 1991     | Rep. Ceca            |
| 3  | Michał Żurek      | L     | 3 giugno 1988     | Polonia              |
| 6  | Robbert Andringa  | S     | 28 aprile 1990    | Paesi Bassi          |
| 9  | Paweł Pietraszko  | C     | 5 ottobre 1990    | Polonia              |
| 10 | Remigiusz Kapica  | O     | 28 settembre 2000 | Polonia              |
| 12 | Paweł Woicki      | P     | 19 giugno 1983    | Polonia              |
| 14 | Michał Kozłowski  | C     | 14 aprile 2001    | Polonia              |
| 15 | Mateusz Mika      | S     | 21 gennaio 1991   | Polonia              |
| 16 | Mateusz Poręba    | C     | 24 agosto 1999    | Polonia              |
| 17 | Jakub Zabłocki    | L     | 10 aprile 1995    | Polonia              |
| 18 | Dawid Sokołowski  | S     | 6 ottobre 2000    | Polonia              |
| 21 | Wojciech Żaliński | S     | 8 gennaio 1988    | Polonia              |
| 66 | Mohammad Musawi   | C     | 22 agosto 1987    | Iran                 |

## Palmarès
- Campionato polacco: 5

1972-73, 1975-76, 1977-78, 1990-91, 1991-92
- Coppa di Polonia: 7

1969-70, 1970-71, 1971-72, 1981-82, 1988-89, 1990-91, 1991-92